# Nguyễn Tất Nhiên
Nguyễn Tất Nhiên (1952 - 1992), tên thật là Nguyễn Hoàng Hải, là một nhà thơ Việt Nam. 
Kể từ năm 1980, anh sang định cư ở nước ngoài và qua đời tại California, Hoa Kỳ vào năm 1992.

## Thời trẻ
Nguyễn Tất Nhiên sinh ngày 30 tháng 5 năm 1952 tại xã, Bình Trước, quận Châu Thành Biên Hòa.
Nguyễn Tất Nhiên theo học trường trung học Ngô Quyền từ năm 1963 cho tới năm 1970. Lúc mới vừa lên trung học đệ nhất cấp, Nguyễn Tất Nhiên đã làm thơ. Theo lời những người bạn cùng trường lúc đó, thơ của Nguyễn Tất Nhiên đã rất hay từ nhỏ. Lúc đó Nguyễn Tất Nhiên thành lập thi văn đoàn với bạn học là Đinh Thiên Phương, tên thật là Đinh Thiên Thọ. Cả hai thi sĩ học trò này cùng chung nhau xuất bản tập thơ Nàng thơ trong mắt năm 1966, khi đó Nguyễn Tất Nhiên được 14 tuổi. Trong tập thơ này Nguyễn Tất Nhiên lấy bút hiệu là Hoài Thi Yên Thi.
Thời gian này, Nguyễn Tất Nhiên đã gặp một cô gái người miền Bắc tên là Bùi Thị Duyên và có với cô này một tình cảm nhẹ nhàng nhưng không thành công vì hoàn cảnh gia đình và cả tính nghệ sĩ của Tất Nhiên. Dù vậy, cô gái tên Duyên này cũng đã là cảm hứng cho Tất Nhiên sáng tác khá nhiều bài thơ "Khúc tình buồn", hay các bài "Cô Bắc Kỳ nho nhỏ", "Linh mục", "Em hiền như ma sơ".
Tâm hồn nghệ sĩ của Nguyễn Tất Nhiên đã bộc lộ từ lúc anh còn rất trẻ. Đầu óc của anh được miêu tả lúc nào cũng như mơ mộng suy nghĩ đâu đâu, không tập trung ngay cả khi đang học. Bạn bè thời gian này gọi đùa anh là Hải Ngáo hay Hải Khùng. Tương truyền, có một buổi sáng, Nguyễn Tất Nhiên đứng giữa ngã tư ở Biên Hòa như chỗ không người, bỏ tay trong túi quần nhìn lên trên trời.
Mối tình vô vọng với cô Duyên, nỗi đam mê, niềm đau khổ làm người đã tạo nên phong cách thơ của ông.
Theo lời kể của nhà thơ Thái Thụy Vy:
Hồi chưa nổi tiếng, trời nắng chang chang mà anh ưa mặc cái manteau mua ở khu Dân sinh, mồ hôi nhễ nhại, ưa đạp xe đạp đi cua cô em Bắc Kỳ nho nhỏ tên Duyên...

## Giai đoạn từ năm 1971 trở về sau
Sự nghiệp của Nguyễn Tất Nhiên thời gian đầu không mấy thành công. Cho đến khi thơ anh được một số thầy giáo gửi đăng báo Sáng tạo của Mai Thảo; rồi Phạm Duy, Nguyễn Đức Quang thấy đó mà phổ nhạc thì mới bắt đầu nổi tiếng.
Vào khoảng năm 1972 hoặc 1973, Nguyễn Tất Nhiên nhận được giấy gọi nhập ngũ vào trường Võ khoa Thủ Đức. Tuy nhiên mới vào Trung tâm 3 Quang Trung, ông đã được cho thôi về vì lý do tâm thần bất ổn.
Sau năm 1975, Nguyễn Tất Nhiên sống ở trong nước cho tới 1981. Trong thời gian này anh học đàn và sáng tác ca khúc với nhạc sĩ Nguyễn Hữu Nghĩa trong bốn năm.
Năm 1980, anh sang định cư tại Pháp (trước ngày sang Pháp có quen cô Hoàng Thị Kim Oanh), rồi cuối cùng sang Mỹ sống ở Quận Cam. Năm 1987, anh gia nhập Hội Nhà Văn Việt Nam Lưu Vong. Sau anh lấy vợ có tên là Nguyễn Thị Minh Thủy, rồi có với nhau 2 đứa con trai.
Ngày 3 tháng 8 năm 1992, người ta thấy anh nằm chết trong một xe hơi cũ, đậu dưới bóng cây trong sân chùa tại California. Mộ Nguyễn Tất Nhiên nằm trong Vườn vĩnh cửu thuộc nghĩa trang Westminster phía tây Little Saigon (California), và thường được những người du khách Việt đến thăm viếng.

## Tác phẩm
Thơ của Nguyễn Tất Nhiên nổi tiếng với những tác phẩm viết về cảm tình tuổi trẻ, bằng cách đào sâu vào cảm xúc, tư tưởng của con người. Anh thổi một làn gió mới vào thơ Việt Nam với đầy những ý tưởng kỳ lạ: Người yêu là dao nhọn (trong bài Khúc buồn tình), là tín đồ duy nhất: "Tín đồ là người tình, người tình là ác quỷ, ác quỷ đầy quyền năng", còn tôi "là linh mục, giảng lời tình nhân gian", một cách ẩn dụ táo bạo để nói về cái tình cảm âu yếm trong đau khổ, lạc quan trong bi thiết của người yêu, được thể hiện bằng những lời lẽ bông đùa nhưng ngụ ý sâu cay. Nhiều bài khác thì gợi nên hình ảnh của tuổi học trò, vừa hồn nhiên, vừa nghịch ngợm ("Duyên của ta tình con gái Bắc", "Bởi yêu em nên sầu khổ dịu dàng")...
Thơ của anh do đó được đón nhận như một hiện tượng, cùng với sự quan tâm của các nhạc sĩ nổi tiếng lúc ấy như là Phạm Duy, Nguyễn Đức Quang, những dòng thơ kỳ lạ đã được phổ biến hầu khắp, được nhiều giới yêu thích.
Tác phẩm đã in:
- Nàng thơ trong mắt (thơ, Biên Hòa, 1966, cùng với Đinh Thiên Phương)
- Dấu mưa qua đất (thơ, Biên Hòa, 1968, cùng với bút đoàn Tiếng Tâm Tình)
- Thiên Tai (Thơ, 1970)
- Thơ Nguyễn Tất Nhiên (thơ góp nhặt từ 1969-1980, nhà xuất bản Nam Á - Paris in lần đầu tiên năm 1980)
- Những năm tình lận đận (tập nhạc 1977-1984, nhà xuất bản Tiếng Hoài Nam, Hoa Kỳ 1984)
- Chuông mơ (Thơ từ năm 1972-1987, nhà xuất bản Văn Nghệ - California, 1987)
- Tâm Dung (thơ, Người Việt 1989)
- Tính tình con gái 3 miền (Thơ)

Ngoài sáng tác thơ, anh còn viết một số bài nhạc, nổi tiếng trong số đó là bài "Chiều trên đường Hồng Thập Tự" và lời ca cho bài "Trúc đào" (nhạc của Anh Bằng).

## Những bài hátphổ thơNguyễn Tất Nhiên
- Chiều trên đường Hồng Thập Tự (tự sáng tác)
- Khi nào em vượt biển (tự sáng tác)
- Như màu nắng sân trường (tự sáng tác)
- Paris thu khúc (tự sáng tác)
- Sài Gòn trên đường Nguyễn Du (tự sáng tác)
- Sông chiều áo trắng (tự sáng tác)
- Thoáng rụng một vì sao (tự sáng tác)
- Trên nát tan tôi (tự sáng tác)
- Thà như giọt mưa (Phạm Duy)
- Cô Bắc kỳ nho nhỏ (Phạm Duy)
- Hai năm tình lận đận (Phạm Duy)
- Em hiền như Masoeur (Phạm Duy)
- Anh vái trời (Phạm Duy)
- Hãy yêu chàng (Phạm Duy)
- Vì tôi là linh mục (Nguyễn Đức Quang)
- Trúc Đào (Anh Bằng)
- Nỗi sầu khổ dịu dàng (Nguyễn Hữu Nghĩa)
- Lời buộc ràng trăm năm (Nguyễn Hữu Nghĩa)
- Mười năm bên đời ta (Nguyễn Hữu Nghĩa)
- Như những hoàng hôn (Nguyễn Hữu Nghĩa)
- Xin chở tình ta theo (Nguyễn Hữu Nghĩa)